# パパラッチ

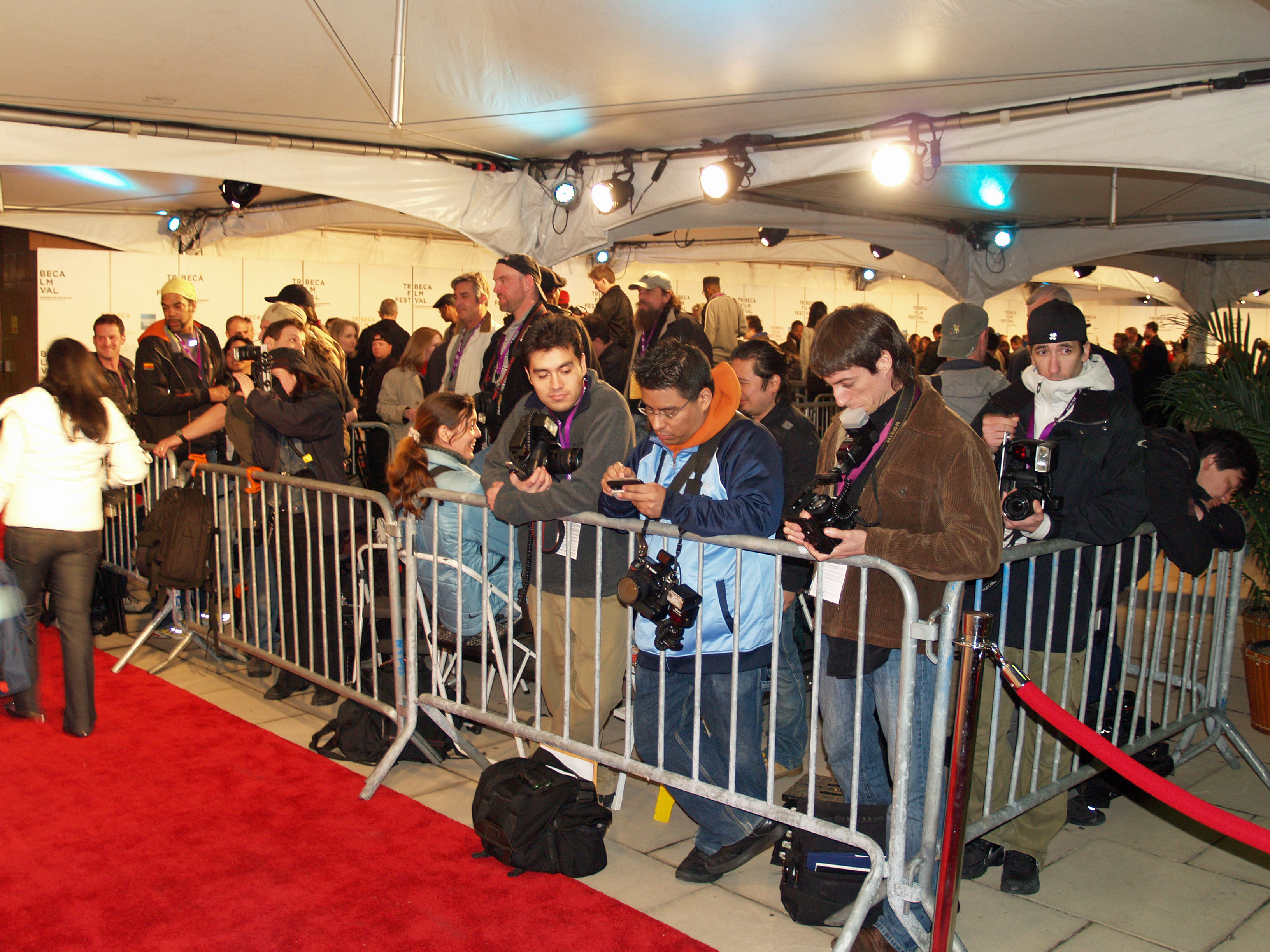
映画祭のレッドカーペット前で有名人を待つパパラッチたち

パパラッチ（イタリア語: 複数：paparazzi、単数：paparazzo）は、セレブリティ等をつけまわし、彼らのプライベート写真などを撮影するカメラマン一般をさす俗称である。パパラッチは独立契約者である傾向にあり、主流メディア組織との関わりを持たない。

## 語源
フェデリコ・フェリーニが監督した映画『甘い生活』(1960年)に登場する報道カメラマンで、ウォルター・サンテッソが演じたパパラッツォ（Paparazzo）が由来。paparazzoを一般名詞として複数形にしたのがpaparazziである。ロバート・ヘンドリクソンは著書『Word and Phrase Origins』の中でフェリーニは、特に腹立たしい雑音として「やぶ蚊」を意味するイタリアの方言から取ったと記述している。
フェリーニは学生時代に早口で話すために「パパラッチ（蚊）」とあだ名を付けられていた男子を覚えていた。一方、脚本家のエンニオ・フライアーノはフェリーニとのインタビューで、イギリスの小説家ジョージ・ギッシングの1901年の作品『イオニア海のほとり』に登場するホテル経営者パパラッツォからとったと語っている。フェリーニとフライアーノのどちらかが、無作為に本を開き、たまたま目に付いたその名前を映画の中の写真家の名前として使うことを決めたという。

## 概説

### 報酬
パパラッチは通常、撮影したスクープ写真を専門のエージェントを通して雑誌や新聞に売ることで生計を立てている。報酬はエージェントと取り分を半分に分ける場合が多い。エージェントを介して売るとパパラッチ自身で著作権を保持できるが、新聞や雑誌などに直接持ち込んだ場合、たいていは著作権も買い取りとなるため、支払いは1回のみである。

### 活動制限と禁止命令
一部の国（特にヨーロッパ）とアメリカ合衆国の一部の州ではパパラッチの夜間外出禁止令を可決したり、パパラッチが自由に撮影できるイベントを設けることでパパラッチの活動を制限しようとしている。ノルウェー、ドイツ、フランスなどではパパラッチが撮影した写真をメディアで公開する際は、撮影された人の許可を得なければならない。
1997年にダイアナ元英皇太子妃とその恋人ドディ・アルファイドがフランスのパリでパパラッチに追跡され、高速カーチェイスの末、事故を起こし2人とも死亡した。数人のパパラッチが短期間拘束されたが、誰も有罪判決を下されることはなかった。公式審査では、運転手の飲酒と無謀な運転が事故の原因だったと発表された。

### スナパラッチ
近年では、プロフェッショナルではない素人が撮影した写真も買い取るエージェンシーが出てきている。
2006年3月にスキー旅行に出かけていたイギリスのウィリアム王子とその恋人（その後結婚した）キャサリン・ミドルトンがリゾート地で抱擁している写真がイギリス国内のタブロイド紙の一面を飾ったが、その写真は同じリゾート地に偶然居合わせた民間人が撮影したものである。ウィリアム王子が執拗に追いかけ回すパパラッチに怒っているとコメントを発表してからは、各誌がパパラッチ撮影による写真を買い取っていなかったが、リゾート地での写真は2人の同意がなかったとはいえ、2人を追いかけ回して撮影されたものではない民間人のものだったため、各誌が掲載に至った。
携帯電話でも画質の良い写真が撮れるようになり、カメラの軽量化・小型化により普段カメラを持ち歩くことも珍しくなくなったため、民間人がスクープ写真を撮ることも可能となった。近年はこのような現象をさして「市民ジャーナリスト（citizen journalist）」という言葉も生まれた。また、スクープ写真を撮る民間人を指して「スナパラッチ（snaparazzi）」（「スナップ写真」と「パパラッチ」を合わせた造語）という。
米国では「報道ギャング」、香港・台湾などでは「狗仔隊（香港警察の追跡調査員の俗称が由来）」などとも称されている。

## パパラッチが主題の作品

### 映画
- 『醜聞』(スキャンダル)　黒澤明監督（1950年、日本）
- 『パパラッツィ』（1963年、フランス） ジャック・ロジエ監督でジャン＝リュック・ゴダール監督、ブリジッド・バルドー主演の『軽蔑 (1963年の映画)』の顛末を描いたドキュメンタリー
- 『盗写 1/250秒』　原田眞人監督（1985年、日本）
- 『パパラッチ』（1998年、フランス）
- 『パパラッチ』（2004年、アメリカ）
- 『ティーンエイジ・パパラッチ』（2010年、アメリカ）
- 『ナイトクローラー』（2014年、アメリカ）
- 『SCOOP!』（2016年、日本）[注釈 1]

### テレビドラマ
- 『世にも奇妙な物語 春の特別編』「パパラッチ」星護監督（1999年、日本）

### 漫画
- 『盗撮影手パパラッチ』（小池一夫・柳澤一明、1991年 - 1994年、集英社『週刊ヤングジャンプ』連載）
- 『報道ギャング ABSURD!』（2010年 - 2013年、秋田書店 『プレイコミック』連載）